# Mirela Țugurlan
Mirela Țugurlan (Focșani, 4 settembre 1980) è un'ex ginnasta rumena.

## Palmarès

### Olimpiadi
- 1 medaglia:
  - 1 bronzo (Atlanta 1996 nel concorso a squadre)

### Mondiali
- 1 medaglia:
  - 1 oro (Losanna 1997 nel concorso a squadre)